# Stadionul Săgeata
Stadionul Săgeata este un stadion din Stejaru, județul Tulcea, care a fost folosit de echipa Săgeata Stejaru până în sezonul 2009-2010, când aceasta a devenit Săgeata Năvodari.